# Ileana Berlogea
Ileana Berlogea (16 august 1931, Jidvei - 16 octombrie 2002, București) a fost istoric, critic de teatru, profesor, profesor universitar.

## Biografie
Ileana Berlogea (înregistrată în registrul stării civile cu numele de Ileana Bărbulescu-Boaru) este fiica lui Ilie Bărbulescu și a Irinei (conform actului de adopție, sentința civilă 282/26.08.1937), tatăl ei fiind învățător în Jidvei la vremea când s-a născut fiica lui. Mama ei naturală a fost Maria Boaru (1915 - 1982). Mama ei adoptivă, Irina (născută Kerekeș, 1907-1985) a fost cea care i-a stat alături întreaga viață.
După ce a urmat școala primară la Jidvei și Căpâlna de Jos, din 1941 este înscrisă la școala medie. Între 1945 și 1948 a fost elevă a Liceului greco-catolic «Sfânta Ecaterina» din Blaj. Ultimul an de școală l-a absolvit la Cluj, în 1949, la Liceul de fete nr. 2, după care s-a înscris la Facultatea de drept a Universității Babeș, abandonată repede în favoarea școlii de teatru.
Între 1950-1954 a urmat cursurile de teatru ale Institutului de Artă Teatrală și Cinematografică "I.L.Caragiale" din București, absolvind actoria la clasa doamnei Irina Răchițeanu. Printre profesori s-au numărat Moni Ghelerter, Aurel Ion Maican și Ion Șahighian. Cursurile teoretice le-a urmat în cadrul secției de regie de teatru.
Din 1955, a fost chemată să predea la catedra de istorie a teatrului a Institutului pe care îl absolvise cu un an în urmă. Între timp lucrase în presă, în redacția revistei «România azi». 
În septembrie 1956 se căsătorește cu Octavian Berlogea, medic, la vremea aceea ministrul prevederilor sociale. În 1958 se naște primul lor copil, Dan. Zece ani mai târziu va urma o fiică, Anca.
Între 1961-1964, a urmat cursurile doctorale la Institutul de Stat de Artă teatrală A.V. Lunacerski, susținând doctoratul cu lucrarea «Dramaturgia rusească pe scena românească», la Moscova, în 8 iunie 1964. Conducătorul lucrării a fost G.N. Boiadjiev.
Pas cu pas, Ileana Berlogea a urcat toate treptele ierarhiei universitare, de la asistent, la lector în 1963, profesor asociat în 1966 și profesor titular în 1968. A contribuit la formarea multor generații de oameni de teatru, rodul îndelungatei sale activități didactice fiind cursul Istoria teatrului universal, primul volum fiind redactat integral de autoare, iar al doilea în colaborare cu Silvia Cucu și Eugen Nicoară.
Între anii 1974-1975 a beneficiat de o bursă în Statele Unite, American Council of Learned Sciences.
De-a lungul întregii sale cariere, a prezentat dramaturgia și activitatea teatrelor românești în paginile unor lucrări de factură enciclopedică străine, și a publicat studii în reviste de prestigiu din țară și de peste hotare, printre care Teatrul, Secolul XX, Studii și cercetări de istoria artei, Revue Roumaine d’Histoire de l’Art, Maske und Koturn, Obliques, Sipario, Shakespeare Quaterly ș.a.. Deși diversificate ca tematică, în scrierile lui I.B. se conturează două linii principale de investigație, respectiv înnoirile radicale suferite de limbajul scenic în secolul XX și mutațiile din dramaturgia modernă și contemporană.
Astăzi, o sală din cadrul Universității de Artă Teatrală și Cinematografie "I.L. Caragiale" îi poartă numele.

## Lucrări publicate, realizări, contribuții

### Cărți
- G.Storin, Ed. Meridiane, București, 1965
- Pirandello, ELU, București, 1967
- Bernard Shaw în România, Editura Meridiane, București, 1968,
- Teatrul Medieval european, Editura Meridiane, București, 1970
- Agatha Bârsescu, Editura Meridiane, București ,1972
- Teatrul american azi, Editura Dacia, Cluj-Napoca, 1978
- Istoria teatrului universal (Antichitatea, Evul Mediu, Renașterea), Ed. Didactică și Pedagogică, 1981
- Teatrul românesc, teatrul universal. Confluențe. Ed. Junimea, Iași, 1983
- Teatrul și societatea contemporană. Experiențe dramatice și scenice ale anilor '60-'80, Ed. Meridiane, București, 1985
- Liviu Ciulei, regizor pe patru continente, Ed. Rampa și Ecranul, București, 1998
- Teatrul românesc în secolul XX. Fundația Culturală Română, 2000.

### Lucrări postume
- August Strindberg, un precursorul singuratic al dramaturgiei contemporane – Editura Academiei, 2011
- Privire spre teatrul de pretutindeni. - Editura Rampa și Ecranul, 2003.

### Volume în colaborare
- Istoria teatrului universal (Clasicismul, romantismul, realismul)  în colaborare cu Silvia Cucu și Eugen Nicoară, București, Ed. Didactică și Pedagogică, 1982

### Volume îngrijite
- Teatrul expresionist german, București, Univers, 1974
- Octavian Cotescu, în colaborare cu Ion Toboșaru, București, Ed. Meridiane, 1993

### Din prime studii de teatru
- Friedrich Wolf, revista Teatrul nr 4, 1958
- Gerhart Hauptmann, revista Teatrul nr 11, 1962
- Drama lui Leonid Andreev și teatrul românesc, revista Secolul XX nr 8, 1966
- Leonid Andreev, dramaturgul, Romano-Slavica, 1967
- Observații asupra conceptului dramatic la Shakespeare, Studii de literatură universală, 1966
- Pirandello și criticii români, Studii de literatură universală, nr X., 1967
- Pirandello în România, Secolul XX, nr. 6, 1967
- Teatrul finlandez, Teatrul nr. 5, 1970
- Teatrul grec, Teatrul nr.7, 1970
- Teatrul și politicul, Teatrul nr.1, 1971
- Teatrul și publicul, Teatrul nr. 3, 1971
- Agatha Bârsescu în Hamburg, Revue Roumaine de l’Histoire de l’Art, Tome IX, 1972
- Molière în România, Teatrul nr.2, 1973
- Evenimentul social-politic și teatrul, Secolul 20, nr.3, 1973
- Sentimentul tragic în piesa românească de inspirație antică, Studii și cercetări de istoria artei, Tom 23, 1976
- Hugo von Hoffmannsthal și comedia, Studii de Literatură Universală, vol. XVIII, 1974
- Structuri ale dramei istorice și elemente originale ale spectacolului contemporan, Studii și cercetări de istoria artei, vol 24, 1977
- L’idée de l’indépendance nationale dans le théâtre roumain, Revue Roumaine de l’Histoire de l’Art, tome XIV, 1977

După 1990, alte cronici, eseuri în revistele Teatrul azi, Scena și ecranul, Literatorul etc.
Colaborare permanentă la Radio.

## Premii, distincții
- Premiul ATM pentru critică și teorie teatrală (1981, 1986)
- Premiul Uniunii Scriitorilor pentru teatrul românesc - Teatrul universal, confluențe (1983)
- Premiul Revistei Atenee (1988)
- Premiul criticii acordat de secția română a AICT, Fundația Teatrul, XXI (1995)
- Premiul Academiei Române (în colectiv) (1975)[6]

## Afilieri
- Membră a  Uniunii scriitorilor din 1973
- Membră UNITER din 1990